# John Fraser (tennista)
John Fraser (Melbourne, 1º agosto 1935) è un ex tennista australiano.

## Biografia
È il fratello minore di Neale uno dei più vincenti tennisti australiani, ha inizialmente intrapreso la stessa carriera con buoni risultati ma ha preferito dedicarsi agli studi per diventare medico sportivo.
È stato il medico ufficiale della squadra australiana di Coppa Davis dal 1963 al 1998,  è stato incluso dall'ITF nella commissione medica incaricata di implementare il sistema di test antidoping tra il 1995 e il 2003.
Ha avuto una carriera come medico sportivo anche nel football australiano, è stato il medico ufficiale del Fitzroy Football Club dal 1965 al 1982 mentre dal 1983 al 1990 quello del Carlton Football Club.

## Carriera
Le sue partecipazioni si sono incentrate principalmente nei primi anni '60 e il risultato più importante nel singolare lo ha ottenuto a Wimbledon 1962 dove è riuscito ad avanzare fino alla semifinale prima di arrendersi al connazionale Martin Mulligan. Nella stessa edizione di Wimbledon ha partecipato nel doppio maschile in coppia con Rod Laver e anche in questa occasione ha raggiunto la semifinale.
Dal 1963 si limitò a disputare esclusivamente tornei in Australia evitando così viaggi verso l'Europa, in quell'anno ha raggiunto i quarti nel doppio misto agli Australian Championships, l'ultimo risultato di rilievo è stato un quarto di finale agli Australian Championships 1968 nel doppio maschile in coppia con il fratello Neale.